# NGC 1309
NGC 1309 (również PGC 12626) – galaktyka spiralna (Sbc), znajdująca się w gwiazdozbiorze Erydanu. Została odkryta 3 października 1785 roku przez Williama Herschela.
W galaktyce tej zaobserwowano do tej pory dwie supernowe – SN 2002fk i SN 2012Z.